# Börje Persson
Börje Ingvar Persson, född 11 januari 1932 i Landskrona, död 3 mars 2003 i Tyskland, var en svensk fysiker.
Persson, som var son till Oscar Persson och Elly Svensson, avlade studentexamen i Landskrona 1950, blev filosofie kandidat vid Lunds universitet 1954, filosofie magister 1955, filosofie licentiat 1959, filosofie doktor 1965 och docent i fysik vid Lunds universitet samma år. Han var assistent och amanuens på fysiska institutionen vid Lunds universitet 1954–1964, tillförordnad professor i tillämpad elektronik vid Lunds tekniska högskola 1964–1965 och tillförordnad laborator i elektronik vid Lunds universitet från 1965. Han var gästforskare vid California Institute of Technology 1965–1966. Han var verksam i Darmstadt från omkring 1973. Han har skrev gradualavhandlingen Experimental studies of higher order effects in beta decay (1965) och andra skrifter inom kärnstrukturfysik och betaspektroskopi.